# 图茨·蒂勒曼斯
圖茨·蒂勒曼斯（法語：Toots Thielemans），本名讓-巴普蒂斯特·蒂勒曼斯（Jean-Baptiste Thielemans），1922年4月29日—2016年8月22日）是一位比利時爵士樂音樂人。他的音樂之旅始於紐約市，在1947年自布魯塞爾自由大學畢業後抵達當地 。他會吹口琴和彈吉他。蒂勒曼斯與查理·帕克（Charlie Parker）、艾拉·費茲潔拉（Ella Fitzgerald）、昆西·瓊斯（Quincy Jones）等人物合作。

## 早期生涯與突破
起初，蒂勒曼斯受強哥·萊恩哈特（Django Reinhardt）啟發而彈奏吉他 。他的口琴技巧在1949年隨班尼·古德曼四重奏（Benny Goodman Quartet）於美國巡演時嶄露頭角 。他的關鍵時刻是即興創作出自編曲目〈Bluesette〉，此曲將口琴與吉他融合，成為他獨特的招牌風格。
他于1951年移民美国， 1957年成为美国公民。他曾用口琴為电视节目芝麻街创作了主题曲。 

## 音樂影響力
蒂勒曼斯獨樹一幟的風格讓他躋身爵士巨匠之列。他曾與邁爾士·戴維斯（Miles Davis）、納京高（Nat King Cole）、佩姬·李（Peggy Lee）等藝術家合作。他的作品也出現在許多電影配樂與電視主題曲中，包括經典的兒童節目《芝麻街》（Sesame Street）和電影《午夜牛郎》（Midnight Cowboy）的主題曲。他於1962年創作的暢銷曲〈Bluesette〉，展現了他將優美旋律與即興演奏完美結合的創新手法，成為爵士樂的標準曲目之一。

## 國際肯定
在美國，蒂勒曼斯與比爾·艾文斯（Bill Evans）、赫比·漢考克（Herbie Hancock）等人合作，留下了許多經典錄音。回到歐洲後，他舉辦工作坊，啟發了新一代的音樂家 。1991年，他與漢考克合作出版專輯《Only Trust Your Heart》。蒂勒曼斯也曾為大型樂團創作，其中包括布魯塞爾愛樂管弦樂團（Brussels Philharmonic）。

## 音樂遺產
昆西·瓊斯（Quincy Jones）曾讚譽蒂勒曼斯是「音樂家的音樂家」，稱讚他將高超技巧與深刻情感天衣無縫地結合在一起。
Toots is one of the greatest musicians of our time. On his instrument he ranks with the best that jazz has ever produced. He goes for the heart and makes you cry.

——昆西·瓊斯

## 部分唱片目錄 (Selected Discography)
- The Sound (Columbia, 1955)
- Man Bites Harmonica! (Riverside, 1958)
- The Soul of Toots Thielemans (Signature, 1959)
- Bluesette (ABC-Paramount, 1962)
- Only Trust Your Heart (Concord Jazz, 1988)
- Toots 90 (Challenge Jazz, 2012)